# Mińsk Południowy
Mińsk Południowy (biał. Мінск-Паўднёвы, ros. Минск-Южный) – stacja kolejowa w Mińsku, na Białorusi.